# Сулок

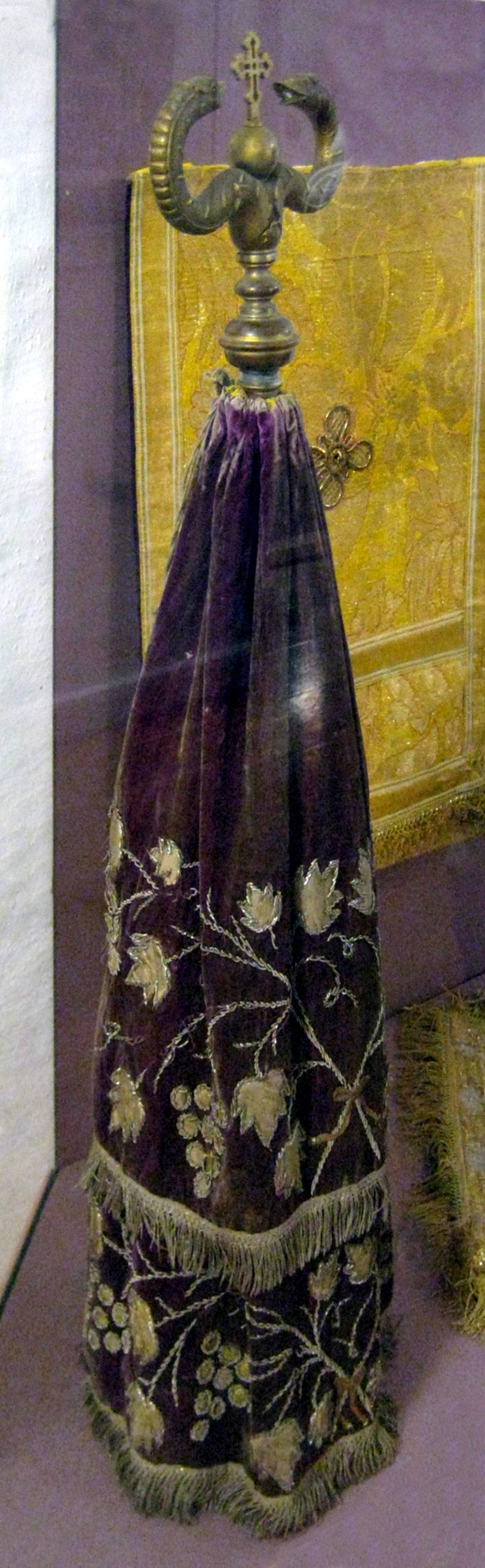
Посох архимандрита (верхняя часть)

Суло́к, суро́к (от рус. диалектного «суло́г» (вологодск.) — небольшое полотенце, тряпица) — особенность русских архиерейских посохов — два платка, вложенные один в другой и привязанные к посоху у верха. Сулок появился из-за русских морозов. Нижний платок предохраняет от холодного посоха, верхний - от морозного воздуха.
Аналогом сулка у католиков являются богослужебные перчатки, которые служащий епископ надевает по желанию во время совершения богослужения. Они делаются из шелка и расширяются к запястью и могут быть цвета основного облачения или белыми. Как и сулок, перчатки были призваны согревать руки епископа во время богослужений в холодных храмах.